# جون إس. فاين
جون إس. فاين (بالإنجليزية: John S. Fine) هو قاضي ومحامي أمريكي، ولد في 10 أبريل 1893 في نانتيكوك في الولايات المتحدة، وتوفي في 21 مايو 1978.

## وصلات خارجية
- جون إس. فاين على موقع إن إن دي بي (الإنجليزية)